# Diadelia tanganjicae
Diadelia tanganjicae là một loài bọ cánh cứng trong họ Cerambycidae.